# David J. Teece

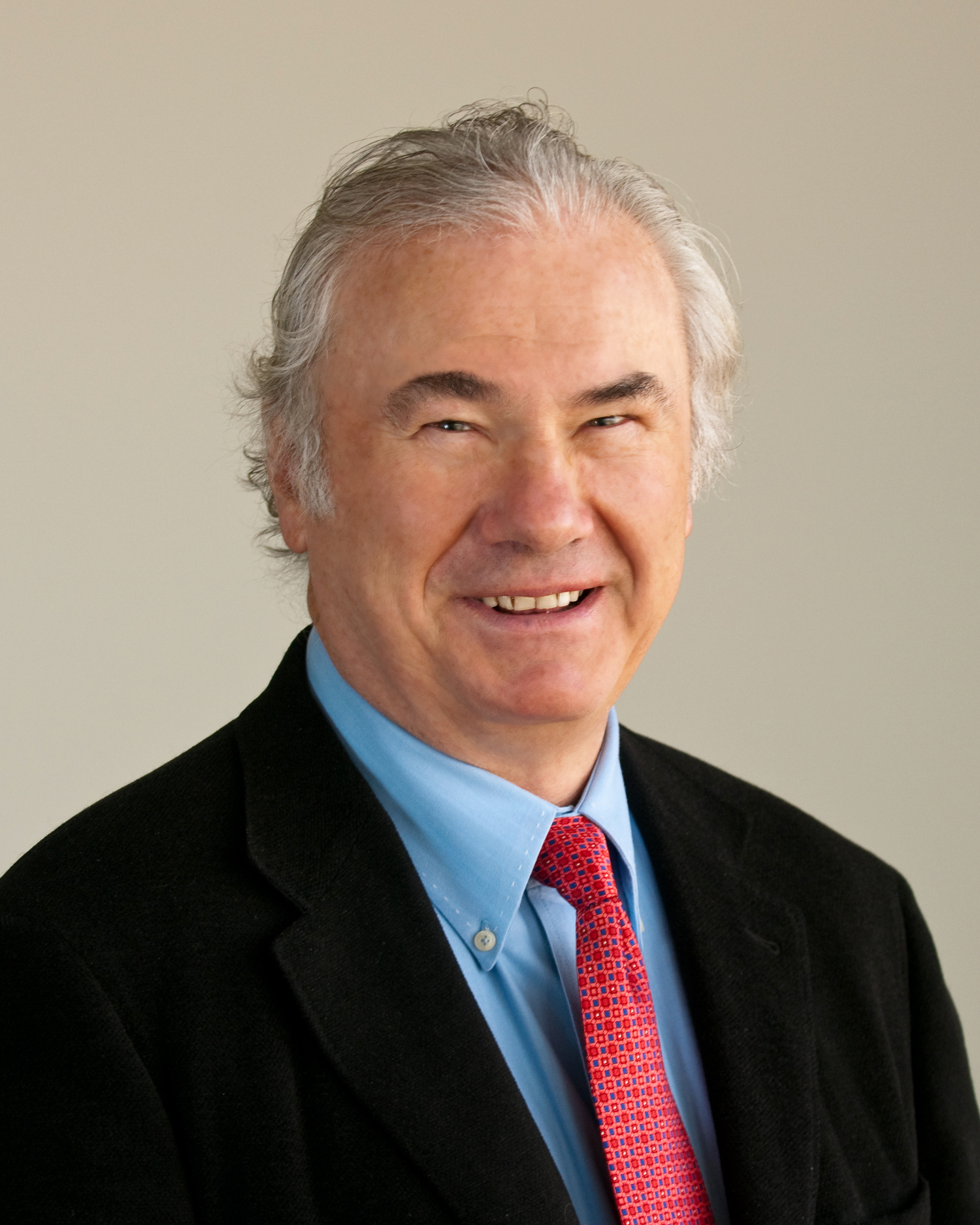
David J. Teece, 2010

David John Teece CNZM (* 2. September 1948 in Blenheim, Neuseeland) ist ein neuseeländischer Wirtschaftswissenschaftler und Professor sowie Direktor des Instituts für Management, Innovation und Organisation an der University of California, Berkeley. Seine Forschungsgebiete sind strategisches Management und Innovation.

## Leben
Teece hat an der University of Canterbury studiert. Er machte später seinen Ph. D. in Volkswirtschaftslehre 1975 an der Wharton School der University of Pennsylvania und arbeitete dann bis zu seiner Ernennung zum Direktor des Instituts für Managementforschung an der University of California, Berkeley für die Stanford University 1984 und die University of Oxford. Direktor des Instituts in Berkeley war er bis 1994. In diesem Jahr wechselte er an das Institut für Management, Innovation und Organisation an derselben Institution. In der Forschung beschäftigt er sich mit der Bedeutung von Produkt- und Prozessentwicklung, dem globalen Umfeld von Unternehmen, technologischem Wandel und Innovationen und Organisation der Industrie. Ein Kernthema ist die  Vermarktung von Intellectual Properties durch Hochtechnologieunternehmen mit Hilfe von Lizenzen und Systemen von Transferzahlungen unter dem Einfluss staatlicher Steuer- und Wettbewerbspolitik. Daraus hat Teece die Theorie der Dynamic Capabilities abgeleitet.
Teece arbeitete als Berater für Kapitalgesellschaften unterschiedlicher Branchen und von 1989 bis 2007 für die Mitsubishi Bank. Er ist Mitbegründer der privaten Berkeley Research Group, einer Unternehmens- und Politikberatung mit Außenstellen in 26 Ländern.
Seit 2021 zählt ihn der Medienkonzern Clarivate aufgrund der Zahl seiner Zitierungen zu den Favoriten auf einen Nobelpreis (Clarivate Citation Laureates).

## Schriften (Auswahl)
- Strategy, Innovation and the Theory of the Firm. Edward Elgar, Cheltenham (UK) 2012.
- Dynamic Capabilities and Strategic Management: Organizing for Innovation and Growth. Oxford University Press, Oxford 2009. (2. Aufl. 2011)
- The Transfer and Licensing of Know-How and Intellectual Property: Understanding the Multinational Enterprise in the Modern World. World Scientific Publishing, 2008.
- Managing Intellectual Capital: Organizational, Strategic, and Policy Dimensions. Oxford University Press, Oxford 2000
- The Competitive Challenge: Strategy and Organization for Industrial Innovation and Renewal. Harper & Row, Ballinger Division, New York 1987
- Economic Performance and the Theory of the Firm: The Selected Papers of David Teece. 2 Bände, Edward Elgar Publishing, London 1998

## Belege
1. ↑  Neil M. Kay, Christos N. Pitelis: Teece, David J. (Born 1948). In: The Palgrave Encyclopedia of Strategic Management. Palgrave Macmillan UK, London 2018, ISBN 978-1-137-00772-8, S. 1735–1741, doi:10.1057/978-1-137-00772-8_293.
2. ↑  Richard Brenneman: David Teece: Big Building Backer, Academic Guru, Political Power Player and a Corporate Tycoon. In: Berkeley Daily Planet. 6. August 2004, abgerufen am 17. April 2014.
3. ↑  DAVID J. TEECE – Chairman and Principal Executive Officer (Memento des Originals vom 19. Februar 2014 im Internet Archive)  Info: Der Archivlink wurde automatisch eingesetzt und noch nicht geprüft. Bitte prüfe Original- und Archivlink gemäß Anleitung und entferne dann diesen Hinweis.
4. ↑  Clarivate Unveils Citation Laureates 2021 – Annual List of Researchers of Nobel Class. In: Clarivate. Abgerufen am 2. Oktober 2021 (englisch).

| Personendaten    | Personendaten                          |
| ---------------- | -------------------------------------- |
| NAME             | Teece, David J.                        |
| ALTERNATIVNAMEN  | Teece, David John (vollständiger Name) |
| KURZBESCHREIBUNG | neuseeländischer Ökonom                |
| GEBURTSDATUM     | 2. September 1948                      |
| GEBURTSORT       | Blenheim, Neuseeland                   |